# Sanç (L'Énova)
Sanç (també conegut en castellà com a Sanz i també com a Sans) és un barri del municipi de l'Énova, originat per l'absorció d'un petit nucli poblacional.

## Territori
El terme de Sanç cobria la part del territori enovenc des del límit amb Manuel (en concret amb l'antic poble d'Abat) fins al partit de l'Énova, situat darrere de la capella de l'Aurora.
El municipi comprenia vuit partides: la Canyada de Sanç (nomenada per una via pecuària), l'Hort de la Pedrera (literalment, l'hort del planter), els Fons, l'Alteró, els Castellets de Sanç (referit a uns bancals i ruïnes datades de l'edat de bronze al període islàmic), el Rellotge (probablement una referència al rellotge que es feia servir per al tandeig d'aigua de reg en èpoques d'escassetat), la Sarguera (per abundar-hi la sarja que s'usava per fer vímet) i els Olivars (per estar plantada d'oliveres a l'edat mitjana).

## El nom
El nom autòcton Sanç prové de la família de senyors feudals a la qual pertanyia al segle xiv. Així el nom ja figura en un document de 1348. Dins aquesta família, van ser senyors Berenguer Sanç i el seu fill Bernat, a qui s'esmenta en documentació de 1406.
La propietat va canviar de família, passant a Pere Ferrer. Aquest cavaller, que havia participat a les guerres d'Itàlia juntament amb Alfons el Magnànim, figura en un privilegi de plena jurisdicció baronial datat el 1445. Va intentar canviar el nom del lloc per Castellnou, en memòria a Castel Nuovo, fortalesa napolitana on hi havia residit. L'intent no fructificaria.
Amb independència del senyori, els habitants de Sanç fins a la seva expulsió van continuar sent moriscos, i pronunciaven el nom del lloc com Xans, i així figura en un text en alifat de l'alamí de Gavarda escrit el 1576.

## Història
A les faldes del Castellet (cim de 132 m.s.n.m.) s'han trobat restes de població des de l'edat del bronze fins a l'època islàmica. La séquia de Sanç es coneixia al segle xiv com Séquia dels Banys, per haver-hi lloc uns banys àrabs.
Des del voltant del 1170 i fins a l'expulsió dels seus habitants per Jaume I el 1248, va existir a la partida del Racó de Sanç una petita població, una alqueria o potser un rahal privat. L'assentament estava habitat per sis famílies musulmanes. Els estudis arqueològics realitzats el 2008 van trobar els fonaments d'una torre-graner de caràcter defensiu, semblant a d'altres del segle XII. La població rebia subministrament d'aigua des de la Séquia Comuna de l'Ènova mitjançant el Braçal del Racó.

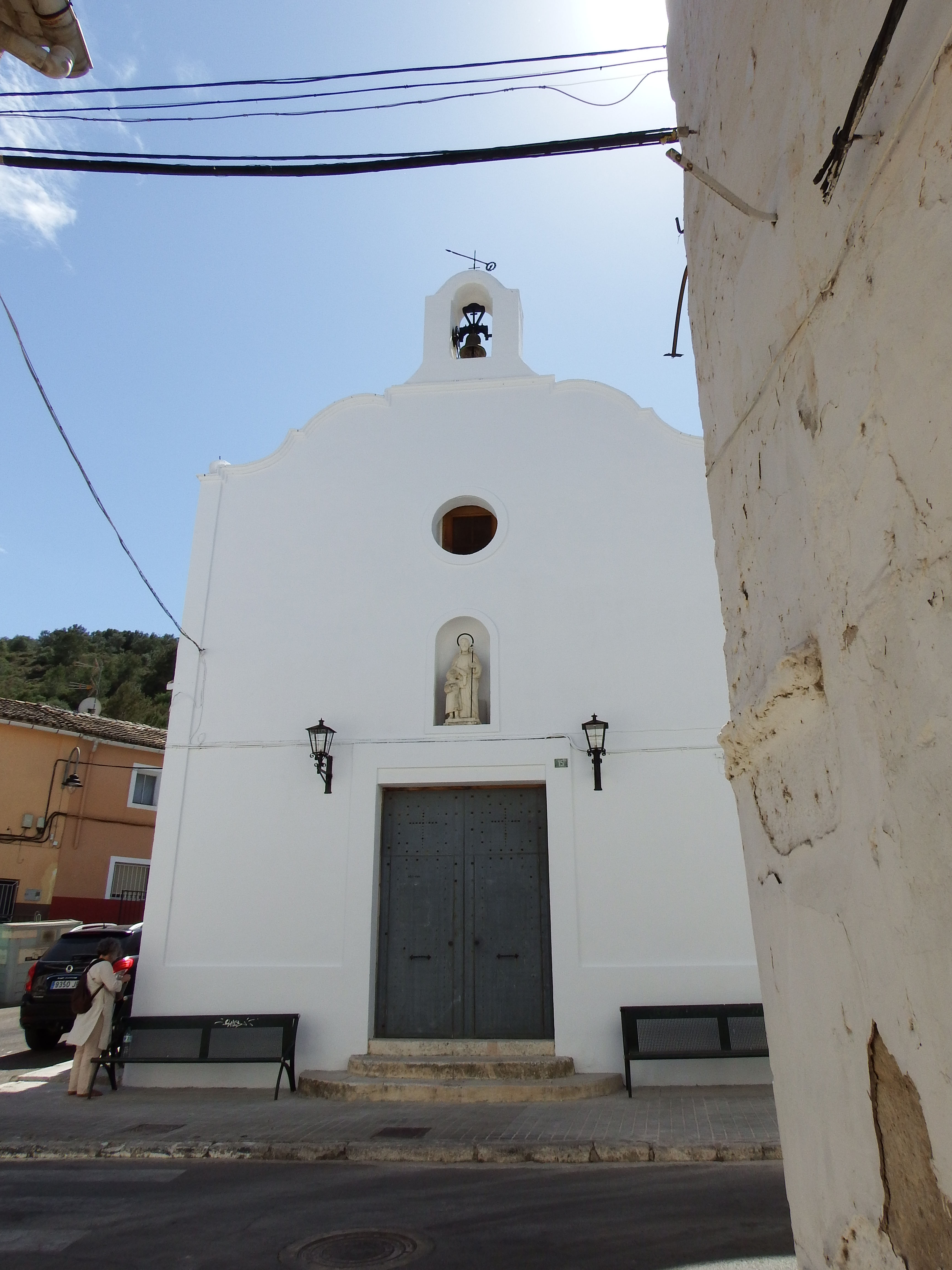
Ermita de Sant Josep. Situada a l'antiga mesquita, va ser transformada en església.

El poblament de la plana de l'Énova cap al segle XIV s'estructurava en una sèrie de petites poblacions -entre elles Abat, Faldeta, Manuel, Rafelguaraf, Sanç i Torreta- conegudes com a "Alqueries de l'Énova", habitades per musulmans, juntament amb l'Énova, habitada per repobladors cristians.
El 1348 es va construir el molí de Sanç en virtut d'un provilegi reial atorgat per Pere el Cerimoniós a Bernat Sanç, veí de Xàtiva i senyor de Sanç. Cap al 1454, el molí va ser reconstruït per Pere Ferrer, llavors senyor de Sanç i titular del privilegi real d'establiment signat per Alfons el Magnànim.
El 1421 hi havia 27 famílies, que suposen uns 140 habitants, residint a Sanç. Eren musulmansde parla àrab, com continuarien sent fins a la seva expulsió el 1609. Durant el segle XV es va esborrar el traçat original de l'alqueria islàmica, substituït per un lloc nou (" lloc nou") de nova planta.

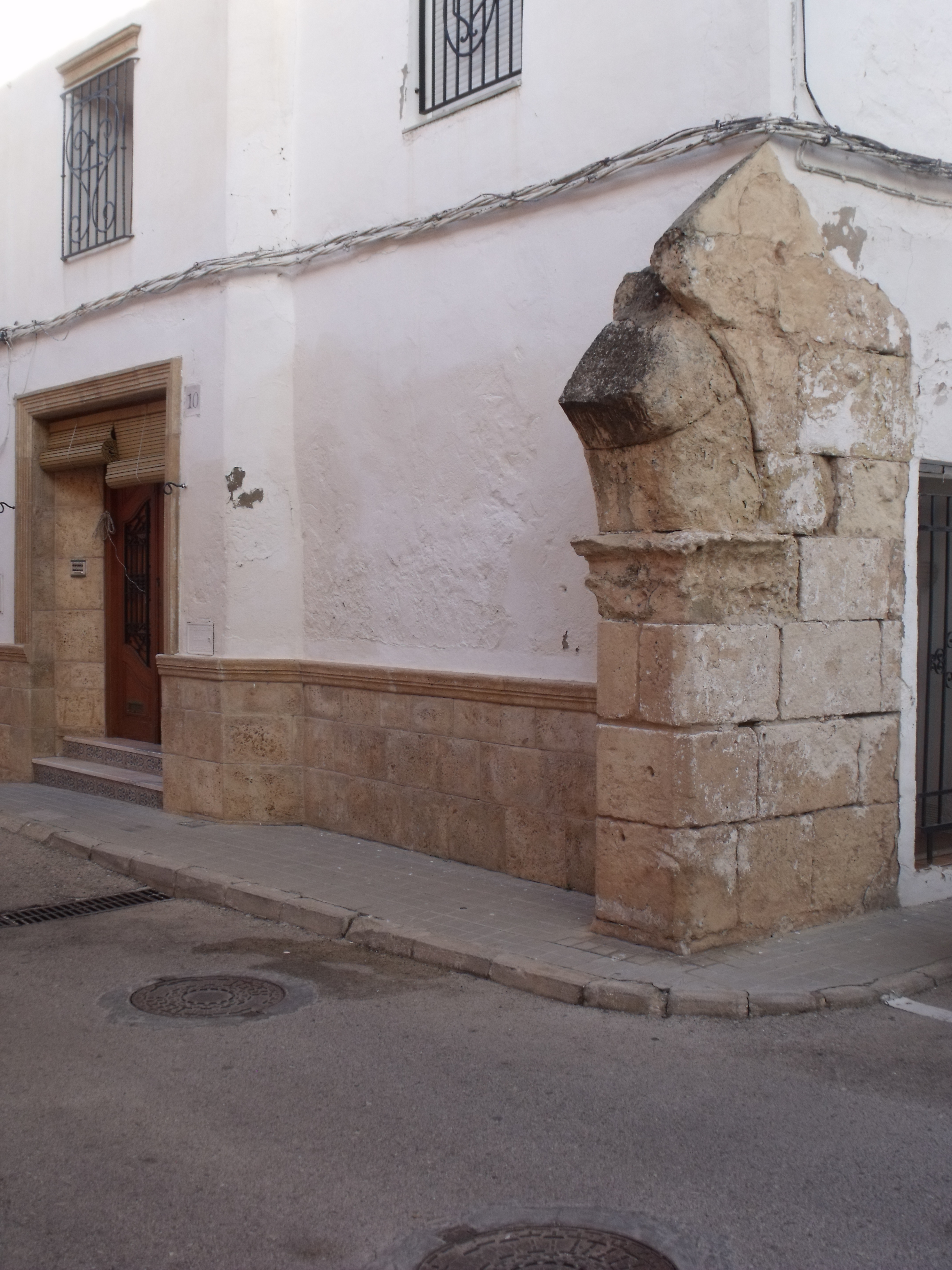
Arc, part del conjunt senyorial de Sanç.

La família Ferrer va obtenir el senyoriu de Sanç a mitjans del segle XV. En el període 1490-1520 i posteriorment durant el segle XVI van edificar-se i embellir-se el palau de Sanç. La construcció del palau de la família Ferrer va comportar canvis en l'estructura urbana de Sanç. La plaça senyorial es va tancar amb arcs de mig punt, dels quals una part es conserva a inicis del segle XXI, així com escuts senyorials que marcarien les sortides de la població -hipòtesi que se sustenta que a inicis del segle XXI segueix existint un. Resultat de l'edificació del palau davant de l'església -antiga mesquita- va ser l'aparició de la plaça del Pouet, així anomenada per la presència d'un pou a la mateixa. El pou va desaparèixer durant el segle xx, i la plaça va rebre el nom de Jaume I.
El cens de 1510 fa constar 33 caps de família a Sanç, tots musulmans. Hi havia a la població dos pastors amb un total de 100 ovelles, cosa que destacava en una subcomarca amb molt poca activitat ramadera. La població, com tots els nuclis musulmans, tenia un alamí, encarregat de la recaptació d'impostos. La població musulmana es regia per normes i costums propis, recollides al "Lliure de Çuna e Xara", i usava la seva pròpia llengua. Entre 1519 i 1522 es va produir la Guerra de les Germanies, rebel·lió de menestrals i vassalls cristians contra el poder de les oligarquies urbanes properes a la corona i els abusos de la noblesa rural. Les poblacions musulmanes, com era el cas de Sanç, eren objectiu dels agermanats. En el cas dels de Sanç, se'ls atribuïa participar al saqueig de l'església de l'Énova. Els moriscs de Sanç van fugir tots ells, i en no trobar-los els agermanats van entrar a la casa senyorial i van destruir mobles i arxius.
Les epidèmies de pesta bubònica de mitjans del segle XV van estancar la població de Sanç. El 1510 i 1528, habitaven Sanç 33 famílies, totes elles de moriscs. La veïna l'Énova va veure reduïda la seva població de 80 a 20 famílies, en aquest cas de cristians. El nombre de famílies a Sanç va créixer a 43 el 1563, arribant a 56 (unes 280 persones) el 1609, any en què van ser expulsades per la seva condició de moriscs.
Després de l'expulsió del 1609, es va repoblar Sanç amb cristians, de manera que el 1625 ja comptava amb 19 caps de família. Se'n coneixen els cognoms: Aguiló, Aparici, Ballester, Calsena, Daroca, Espes, Fullana, Garcia, Ibanyes, Lledó, Molina, Montsó, Quintana, Roca, Sarrió, Solàs, Tormo, Torró i Verger.
La presència del paludisme, fruit de la difusió del cultiu de l'arròs, va fer que la població no s'expandís, el 1646 habitaven 17 famílies, el 1672 eren 15; i el 1682, 16. A més les llistes de cognoms mostren que havien canviat substancialment. Aquesta diferència es derivava de la condició de jornalers dels habitants, sent la terra propietat de gent de Xàtiva. Quan moria un jornaler o emigrava, era reemplaçat per un altre portat de fora.
A finals del segle XVII es va produir un considerable increment del consum d'arròs a València i Castella que va impulsar l'expansió de l'arrossar per la plana de l'Énova. El 1751, Sans comptava amb 703 fanecades d'arrossar i 802 de moreres, si bé 50 fanecades de morerals es dedicaven també a la producció d'arròs. A mitjan XVIII la producció de seda de Sanç oscil·lava entre 950 i 1900 lliures, segons l'any.
El cens de Floridablanca de 1787 reflectia una població de 150 habitants. L'Énova ja comptava en aquest cens amb 231. A partir d'aquí la població de Sanç no es recuperaria en comparació amb la de l'Énova. El botànic il·lustrat Antonio José de Cavanilles després de visitar la zona va lamentar la transformació del terme en pantans per l'extensió del cultiu de l'arròs, que va fer que es perdés i menyspreés «la salut de tots els habitants per engrossir quatre rics i delmers; desatesa la raó i l'experiència, la mort en fi de i les malalties que acaben amb els naturals i els esdevenidors, mirades sense horror i amb indiferència».
La descripció que Cavanilles va fer el 1795 dels termes municipals de l'Énova i Manuel incloïa sis nuclis; tots els quals se succeeixen formant un carrer sense interrupció. Tres d'ells: Ènova, Sanç i Abat, formaven la parròquia de l'Ènova. La parròquia comptava per aquell temps 100 veïns.
Al segle XIX el principal cultiu a Sanç va continuar sent l'arròs. El 1861 el terme de Sanç albergava 96 propietats arrosseres que cobrien 1168 fanecades, superant l'Énova, que en tenia 1080. La rendibilitat de l'arrossar va portar a violacions de les normes de cultiu i ús de l'aigua, com va succeir el 1823, quan 24 propietaris de terrenys a Sanç -la majoria veïns de l'Énova- van ser denunciats per plantar arròs on no estava permès, a les partides del Racó, els Olivars i el Rellotge.
El cens del 1860 l'Ènova tenia 719 habitants. Sanç, encara independent, en tenia 192. El 1867, dos anys abans de la fusió dels municipis, es va plantejar l'eixamplament del camí carreter que unia Sanç amb l'Ènova. Sans als 1870 era un raval habitat per jornalers pobres, amb una població de 32 famílies -similar a la del segle XVI- i amb algunes cases ruïnoses.
A les dècades de 1970-1990 es van realitzar edificacions al llarg del carrer Major, que era l'antic camí carreter entre l'Énova i Sanç, de manera que es van fusionar definitivament ambdós nuclis.

## Història administrativa
Durant l'època entre la conquesta cristiana -segons recull un privilegi de 18 d'agost de 1250- i fins al final de l'antic règim i la constitució dels municipis moderns al segle XIX, Sanç, juntament amb la resta del Pla de l'Énova, va formar part del terme de Xàtiva, i dins aquest pertanyia al quarter de l'Énova.
El 1328 es va aprovar a les Corts Valencianes l'anomenat Fuero de Rey Alfonso. Aquesta legislació va fer que els propietaris d'algunes alqueries passessin a ser senyors territorials. Entre aquests llocs hi havia Sanç, La norma regia per a les alqueries de més de set cases de moros o més de quinze de cristians. No se les dotava d'un terme definit per fites, sinó que el senyoriu comprenia les terres vinculades per propietat. Els propietaris passaven a ser senyors dels colons-vassalls. Els senyors exercien una jurisdicció limitada (la jurisdicció alfonsina) sobre els pobladors, que comprenia la civil i una part de la criminal, ja que excloïa els delictes de sang i la pena de mort.
Amb les normes de 1328, i fins al segle XIX, regia a Sanç un sistema de propietat emfitèutica. El senyor conservava el domini eminent de les cases i les heretats agrícoles, així com certs monopolis (carnisseria, molí, forn). El domini útil se cedia a perpetuïtat als vassalls (emfiteutes). Els vassalls es comprometien al cultiu de les terres "a ús i costum de bon pagès," podent ser embargades si no ho feien. Havien de reconèixer el domini eminent del senyor i certes compensacions econòmiques: el pagament en diners d'un cens anual i el lliurament d'una part de la collita. A més, els senyors tenien dret de lluïsme (un 10% del valor de les transaccions immobiliàries) i tenien dret de prelació en les compravendes.
Les condicions del fur alfonsí afectaven també les relacions entre amos i vassalls per la necessitat de mantenir la població. Una forma era la màniga ampla en casos de males collites. Una altra era la concessió de préstecs als vassalls, ja que segons una norma del segle xv, els moros que estaven en deute amb els seus amos no podien canviar de poble o senyoriu fins haver-la cancel·lat.
El municipi de l'Énova es va constituir el 1835. Sanç no va quedar integrat fins a la Reial Ordre de 7 d'octubre de 1869. El 1873 es va produir un intent infructuós tornar a crear el municipi de Sanç.
Abat va passar a ser part del municipi de Manuel, quedant així l'Énova formada per la població del seu nom i Sanç. En 1915 l'Enciclopèdia Espasa seguia esmentant l'existència de dos nuclis de població al municipi enovense. El nucli principal i que dona nom al municipi comptava 1023 habitants i 225 edificis, mentre que el nucli de "Sanz" en tenia 226 pobladors a 52 edificis. Grups menors i edificis disseminats albergaven 63 persones. La distància entre l'Énova capital i Sanç era -segons aquesta font- de mig quilòmetre.

## Aigua
Com que l'agricultura de regadiu és la principal activitat tradicional de Sanç, el subministrament d'aigua era de la major importància. Aquesta procedia de la Séquia Comuna de l'Énova, distribuïda des del partitr de la Parada per un règim regulat en una sentència de 4 d'abril de 1472. En virtut d'aquesta norma, el reg de les terres de Sanç es realitza a l'anomenada tanda jussana (tanda inferior), que va de la sortida del sol de dijous a la sortida del sol de dilluns. La superfície regada als segles XVI i XVII d'unes 42 o 43 jovades, equivalents a unes 125 o 130 hectàrees. Les aigües de la séquia també movien el molí de Sanç.

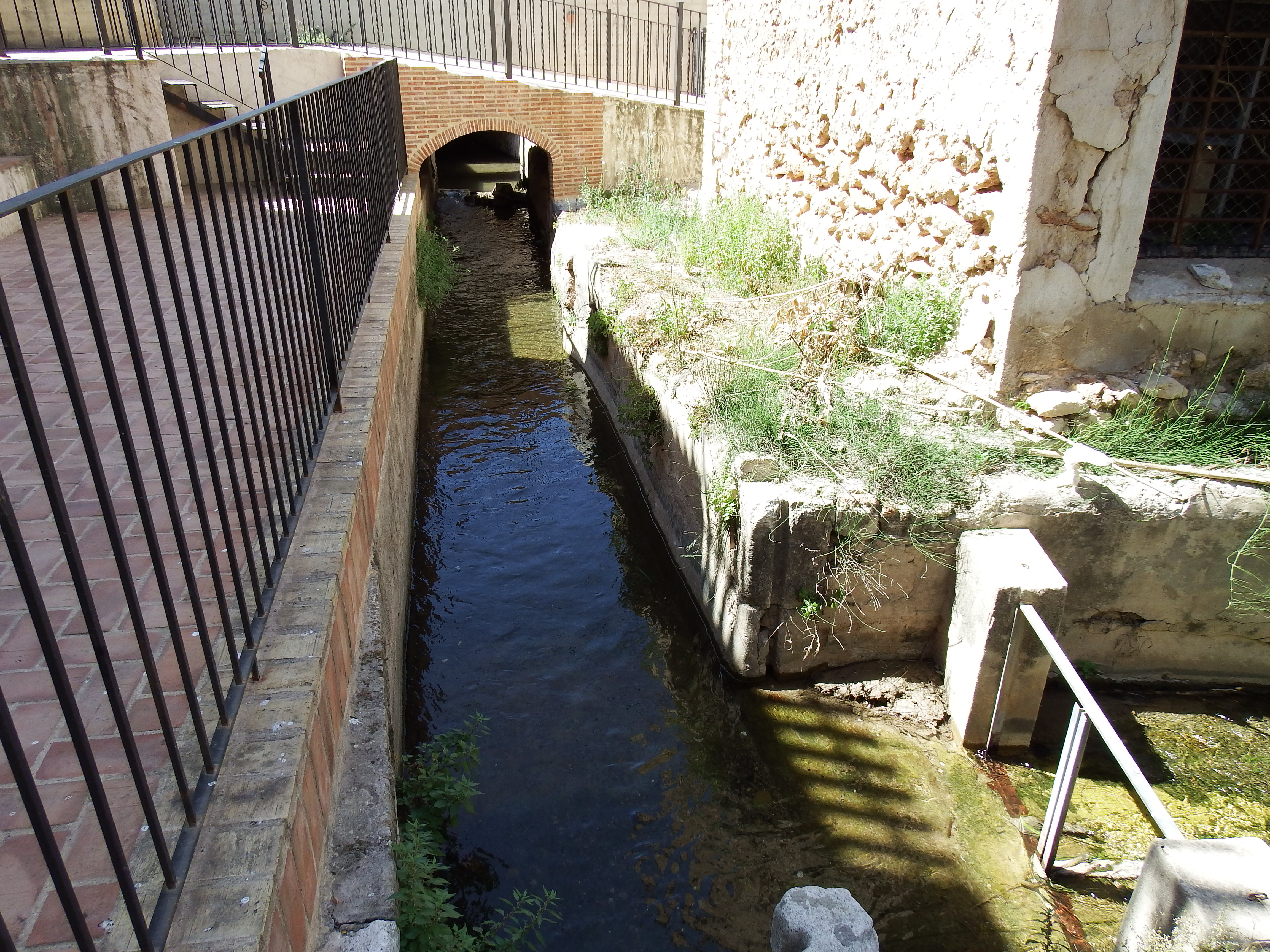
Partidor de la Séquia Comuna de l'Énova a Sanç

El repartiment de l'aigua de les séquies es fa principalment mitjançant partitors. En el cas de Sans, el partidor del seu nom divideix el flux de la séquia en tres parts, sent una per a l'Énova (braç comú), una altra per a Berfull, i la tercera per a Sanç. Les parts no són iguals. El braç comú (Séquia Comuna) té una amplada de 174,15 cm, el de Berfull (Tercerol de Berfull) és de 18,58 cm, i el de Sanç (Séquia de Sanç) de 76,62.
Al límit del terme de Sanç, el braç comú arribava al partitr de l'Énova, que distribueix aigua a Rafelguaraf, Tosalnou i la pròpia l'Énova.
El reg es regia per successives ordenacions de reg, com les de 1671, substituïdes per les de 28 de novembre de 1845, que es van publicar el 1847. Aquestes ordenacions instruïen la creació a cada municipi -Sanç encara ho era- de Juntes Subalternes d'Aigües, que s'encarregaven de la distribució de les aigües i de vetllar pels interessos de propietaris i regants. Van sorgir conflictes com el del 1849 amb l'alcalde pedani de Berfull, que va intentar posar en reg un secà, o aquell mateix any l'intent d'un grup d'agricultors de la Pobla Llarga que va intentar obrir una séquia nova travessant el terme de Sanç. Algunes ampliacions de regadius sí que es van dur a terme, com a la partida de la Canyada de Sanç, el 1871, que va posar en reg 605 fanecades. Cap a 1880, els regadius de Sanç ocupaven 1352,75 fanecades.